# Morrissey
Morrissey, pseudonimo di Steven Patrick Morrissey (IPA: [ˈmɒrɪsiː]; Davyhulme, 22 maggio 1959), è un cantautore e scrittore britannico.
Giunto al successo come voce principale del gruppo britannico The Smiths, nel 1987, dopo la separazione del gruppo, si avviò a una carriera solista durante la quale ha pubblicato diversi album. Le sue opinioni sull'industria discografica, sul vegetarianesimo e i diritti degli animali, i suoi sferzanti giudizi nei confronti della famiglia reale britannica e dei vari politici internazionali, lo hanno spesso visto protagonista nel dibattito pubblico.

## Biografia

### 1959–1976: i primi anni
Morrissey nasce presso il Park Hospital di Davyhulme, un'area di Trafford (all'epoca nel Lancashire, dal 1974 parte della neo-costituita Greater Manchester), il 22 maggio del 1959, secondogenito dei due figli di Peter Aloysius Morrissey, di professione barelliere, e di Elizabeth "Betty" Dwyer, una bibliotecaria, ambedue immigrati irlandesi originari di Dublino e di religione cattolica.
I genitori emigrarono in Inghilterra nel 1958, un anno prima della sua nascita, assieme alla loro primogenita Jacqueline, detta Jackie. Il nome Steven gli fu dato in omaggio all'attore statunitense Steve Cochran, benché lo stesso musicista abbia poi sostenuto di essere stato chiamato così in memoria di un suo zio paterno, Patrick Steven Morrissey, deceduto in età infantile. Trascorre i primi anni della sua vita ad Hulme, un'area di Manchester, nella casa di Harper Street. Tra il 1965 ed il 1969 la famiglia Morrissey si trasferisce per altre due volte nei pressi della periferia cittadina, per poi assestarsi nel più tranquillo sobborgo di Stretford, al numero 384 di Kings Road.
(New Musical Express del 17 aprile 2004)
Nel corso della sua adolescenza, Morrissey ebbe un legame molto intenso con la madre, mentre i rapporti col padre furono per molti anni problematici. Il suo ricordo di questo periodo, vissuto nella Manchester degli anni sessanta, è quello di un periodo di grande solitudine personale e di depressione, un malessere che poi lo avrebbe accompagnato per larga parte della sua esistenza e che lo indusse, in alcuni momenti, ad assumere farmaci. "Non c'era alcun senso di frivolezza nella mia adolescenza, assolutamente. Non c'era nulla di simile allo svagarsi, o a ubriacarsi o ad andare in una spiaggia. Tutto nella mia vita era solo irrimediabilmente premeditato."
Morrissey passa quindi le sue giornate in casa, leggendo, ascoltando musica e scrivendo pagine di poesia. "Non ho mai incontrato gente, letteralmente", dichiara, intervistato da Rolling Stone: "Potevo anche non mettere piede fuori casa per tre settimane. James Dean e Oscar Wilde erano gli unici due compagni che ho avuto nella mia adolescenza. Ogni rima scritta da Wilde mi colpiva enormemente ed ero anche terribilmente affascinato dallo stile di vita di Dean. Era quasi come se conoscessi queste persone molto intimamente, grazie a loro avevo un bel rifugio dalla sciatta quotidianità."
Wilde, Dean ma anche altri personaggi attraggono il suo interesse: icone femminili del pop anni sessanta quali Sandie Shaw, Marianne Faithfull e Timi Yuro, o poeti e scrittori britannici come Virginia Woolf, John Betjeman e Shelagh Delaney, le cui opere (e in particolare A Taste Of Honey) influenzeranno molte delle liriche del cantante.
Gli studi alla St. Mary Secondary Modern School e alla Stretford Technical School gli valgono un Certificato Generale di Educazione in tre materie, tra cui Letteratura inglese. Alla scuola segue un breve periodo lavorativo che, nel 1976, lo vede impegnato come impiegato del servizio civile e poi commesso in un negozio di dischi, prima della decisione di vivere col solo sussidio di disoccupazione per concentrarsi nell'affinamento del proprio profilo culturale con la lettura, la scrittura e soprattutto l'ascolto della musica:
(The New York Times del 17 luglio 1991)
A partire dal 1974 sempre più frequentemente scrive lettere alle riviste musicali come Melody Maker e NME in cui manifesta le proprie opinioni sulle band dell'epoca che, a volte, quando fanno tappa nella sua città, riesce ad apprezzare dal vivo, nei concerti. Il primo a cui assiste è quello dei T. Rex di Marc Bolan, nel 1972.

### 1977–1981: le prime band
Nel 1977, il diciottenne Morrissey diventa presidente del fan club inglese dei New York Dolls, il suo gruppo preferito dell'epoca. "Si inizia ad ascoltare alcuni gruppi e poi non li si dimentica più, non importa quello che fanno, non potranno mai deludervi. Questo i Dolls sono stati per me."
Contagiato dal crescente fenomeno del punk rock inizia, poco più tardi, a sperimentare anche la voglia di appartenere a un gruppo e, per due concerti, diventa il cantante dei Nosebleeds con cui, al tempo, suonava anche il chitarrista Billy Duffy (più tardi in The Cult). Poco prima della separazione dal gruppo Morrissey inizia a comporre con Duffy i primi brani, Heaven Peppermint, I Get Nervous e (I Think) I'm Ready for the Electric Chair, che non verranno mai registrati.
Nel 1978, sempre insieme a Duffy, si unisce agli Slaughter & the Dogs, ancora una volta per sostituire il cantante, Wayne Barrett. Con loro, Morrissey registra quattro brani e ottiene anche un provino per un contratto discografico a Londra, fallito il quale gli Slaughter & the Dogs cambiano nome in Studio Sweethearts, restando senza cantante perché Morrissey abbandona il gruppo. Morrissey negherà di "aver mai fatto parte" dei Nosebleeds e di aver mai avuto a che fare coi Slaughter & the Dogs, nel 2024
Morrissey decide di interrompere la carriera musicale per concentrarsi sulla scrittura e per pubblicare due libri biografici, New York Dolls nel 1981 e James Dean Is Not Dead nel 1983. Un terzo libro sul cinema (Exit Smiling), in realtà scritto nel 1980 su oscuri B-movies, viene inizialmente rifiutato dall'editore; la pubblicazione avviene nel 1998.

### 1982–1987: gli Smiths
Nel 1982 Morrissey e il chitarrista Johnny Marr formano gli Smiths. L'incontro tra i due era avvenuto grazie a una conoscenza comune: "Ho aperto la porta, un giorno, e lui era lì", ricorda Morrissey: "Sembra davvero una fantasia, ma è esattamente come è successo. Poi mi disse: "Ti piacerebbe scrivere, e formare un gruppo?". È stato tutto molto strano per me perché avevo provato a formare una band per tanto tempo e proprio in quel periodo in cui lui è venuto da me, io avevo deciso che non avrei più provato. E poi tutto è successo."
Per Marr "fu un come un colpo di fulmine, per il fatto che eravamo così in sintonia e perché le influenze (musicali, ndr) che avevamo singolarmente erano tutte così oscure".
Nell'autunno del 1982 viene reclutato il batterista Mike Joyce, già membro della punk band The Hoax and Victim, e il bassista Andy Rourke, amico d'infanzia di Johnny Marr e, con questa formazione, gli Smiths iniziano a esibirsi nei club di Manchester.
Proprio dopo uno di questi live la Rough Trade li convince a firmare il loro primo contratto discografico e a pubblicare il loro singolo di debutto, Hand in Glove.
I testi di Morrissey sono, sin dall'inizio, il marchio di fabbrica del gruppo, caratterizzati da un'ironica disperazione e da continui riferimenti alla società contemporanea che facevano da contraltare alle composizioni musicali, elaborate ma al tempo stesso melodiche, di Marr.
Nel febbraio del 1984 la band pubblica il primo album, intitolato The Smiths, che raggiunge la seconda posizione nella classifica inglese e precede l'uscita di Hatful of Hollow, raccolta di singoli, b-side e brani provenienti dalle session per BBC Radio 1, registrate durante gli show radiofonici di John Peel e David Jensen.
La band riscuote un successo crescente, prima in Inghilterra e poi a livello internazionale, diventando addirittura band di culto negli Stati Uniti d'America, dove le emittenti radiofoniche dei college suonano sempre più frequentemente i loro singoli.
All'inizio del 1985 gli Smiths pubblicano il loro secondo album, Meat Is Murder, che vede la band prendere posizioni politiche ancor più radicali rispetto al lavoro precedente, con la campagna pro-vegetariana annunciata dalla stessa title track.
Commercialmente il disco si rivela un successo e raggiunge la prima posizione nella classifica inglese. Lo stesso anno il gruppo intraprende un lungo tour durante il quale trova il tempo di registrare un altro album in studio, The Queen Is Dead, che esce nel giugno 1986 poco dopo il singolo Bigmouth Strikes Again, ed è considerato ancora oggi una delle pietre miliari del suo genere e spesso incluso in molte classifiche dei migliori album di sempre.
Nei primi mesi del 1987 esce una seconda compilation, The World Won't Listen, che raggiunge il numero due nelle classifiche, seguita da Strangeways, Here We Come, quarto e ultimo album in studio del gruppo, pubblicato nel mese di settembre a band oramai divisa.
Gli Smiths si sciolgono ufficialmente nel 1987, quando le divergenze d'opinione tra gli amici/nemici, Morrissey e Johnny Marr, rispetto alla direzione artistico-musicale del gruppo diventano inconciliabili.
Marr, ormai esausto della venerazione di Morrissey per il pop anni sessanta, non avrebbe più voluto suonare alcuna cover degli artisti del periodo, preferendo sperimentare una più vasta gamma di stili musicali, mentre Morrissey diviene sempre più intransigente riguardo alle tante collaborazioni e ai troppi progetti paralleli del chitarrista con altre band, oltre che dalla politica attuata nei confronti della propria etichetta discografica.

### 1988–1999: la carriera solista
Nel marzo del 1988, dopo solo sei mesi dall'ultimo lavoro degli Smiths, esce Viva Hate, il primo album solista di Morrissey. Il disco, che nasce da una collaborazione col produttore Stephen Street, con Vini Reilly dei Durutti Column e col batterista Andrew Paresi, non si distacca molto rispetto alla precedente produzione del cantante, anche se le chitarre di Reilly donano atmosfere più abrasive al lavoro rispetto a quelle di Marr.
Viva Hate raggiunge la posizione numero uno nella Official Albums Chart poco dopo la pubblicazione, anche grazie ai singoli Suedehead e Everyday Is Like Sunday.
Nel 1990 viene pubblicato Bona Drag, una raccolta che include alcuni singoli, brani inediti quali November Spawned a Monster e Ouija Board, Ouija Board e alcune b-side. Per il dopo Viva Hate il cantante si affida a Mark Nevin, che compone le musiche, e a Clive Langer che cura la produzione.
Nel marzo 1992 esce Kill Uncle che raggiunge la posizione numero otto nelle classifiche del Regno Unito, seguito da altri due singoli estratti dall'album, Our Frank e Sing Your Life.
La band del tour di Kill Uncle viene reclutata anche per le registrazioni del successivo Your Arsenal, uscito nel 1992 e prodotto da Mick Ronson, ex chitarrista di David Bowie.
Il lavoro di composizione venne diviso tra il chitarrista Alain Whyte, che da sempre ha un ruolo fondamentale nell'entourage di Morrissey, e Mark Nevin. L'album raggiunge la posizione numero quattro della classifica del Regno Unito e due dei tre singoli, We Hate It When Our Friends Become Successful e You're the One for Me, Fatty entrano nella Top 20.
Il 1994 vede la tragica morte di tre persone a lui vicine: Mick Ronson, Tim Broad e Nigel Thomas. Il dolore per queste perdite viene canalizzato nella scrittura del suo nuovo album, Vauxhall and I, che raggiunge la prima posizione delle classifiche britanniche, e di The More You Ignore Me, the Closer I Get, che raggiunge il numero 8 della UK Singles Chart e il numero 46 in quella statunitense.
Del 1994 è anche la collaborazione con Siouxsie di Siouxsie and the Banshees per il singolo Interlude. Dopo il successo di Vauxhall, Morrissey inizia a lavorare al successivo Southpaw Grammar, che viene pubblicato nel mese di agosto del 1995 e raggiunge il numero quattro delle classifiche del Regno Unito.
Nel frattempo Morrissey si è trasferito da Dublino a Los Angeles, in parte anche per sfuggire alle attenzioni della stampa musicale britannica.
A Los Angeles Morrissey entra in contatto con la comunità latino-americana, rompendo definitivamente i ponti con la Gran Bretagna e ricominciando la sua vita da zero in California.
Il 1996 è l'anno della controversia sui diritti d'autore avviata dal batterista Mike Joyce, che porta in tribunale gli ex sodali Morrissey e Johnny Marr sostenendo di non aver mai accettato la quota del dieci per cento sulle royalties dei profitti derivanti dai dischi e dai live.
Per questo Mike Joyce si vede riconosciuto il diritto a portare la sua quota al venticinque per cento e a ricevere un milione di sterline come risarcimento sui mancati guadagni arretrati
L'anno successivo Morrissey esprimerà la sua amarezza per la sentenza nel brano Sorrow Will Come in the End, preceduto da un altro singolo, Alma Matters, e i due brani precedono l'uscita dell'album Maladjusted, salutato da alcuni come un ritorno alla forma-canzone, ma che è una delusione commerciale e di critica. Dopo questo lavoro inizia un lungo periodo di silenzio discografico che porterà Morrissey a non pubblicare album in studio per sette anni.

### 2000–2008: la resurrezione

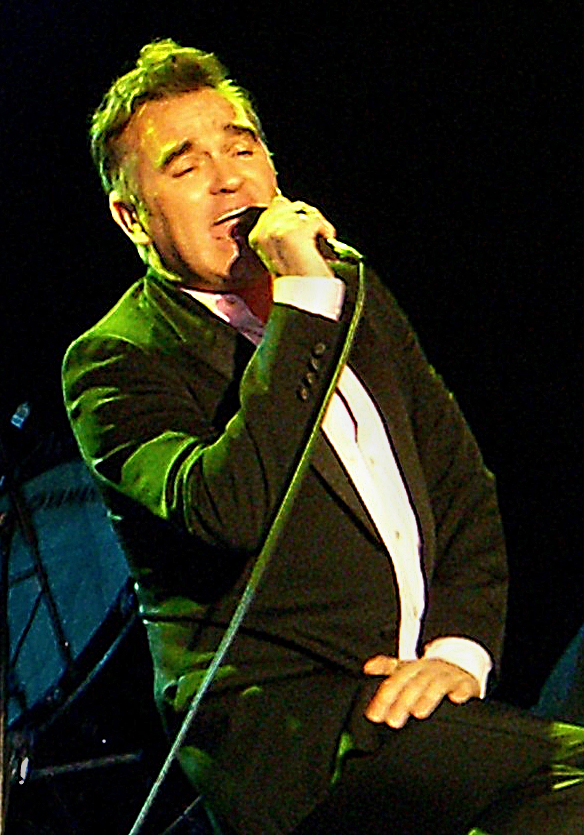
Morrissey a SXSW 2006

Nel 2002, pur non avendo alcun contratto discografico, Morrissey intraprende un tour che dura tutto l'anno, con date in Stati Uniti, Europa, Australia e Giappone, suonando una scaletta che comprende sia brani degli Smiths che composizioni recenti, che andranno a formare il nuovo album in studio. In questo periodo l'emittente televisiva inglese Channel 4 filma del materiale che finirà in The Importance of Being Morrissey, un documentario andato in onda nel 2003.
Il 20 maggio del 2003 Morrissey annuncia di aver concluso un accordo con la Sanctuary Records che, per l'occasione, decide di riattivare la sussidiaria Attack Records, storica etichetta reggae della leggendaria famiglia Trojan Records che, tra il 1969 e il 1980, aveva in catalogo artisti come The Pioneers, Gregory Isaacs o The Upsetters. L'accordo segna l'inizio di una nuova fase della sua carriera solista, offrendogli la possibilità di registrare nuovo materiale e mettere fine a un silenzio discografico durato ben sette anni.
Nel 2004 Morrissey torna finalmente alla ribalta della scena musicale con la pubblicazione del settimo album in studio, intitolato You Are the Quarry, che esce il 17 maggio in Europa e negli Stati Uniti.
"È stato molto frustrante", rivela Morrissey alla rivista Spitz parlando della sua lunga assenza, "ma credo assolutamente nel destino e sapevo che sarebbe finita."
I critici e i fan accolgono calorosamente il nuovo album, definendolo un ritorno alla miglior forma del cantante. Descritto (anche dal chitarrista Alain Whyte) come un mix tra i precedenti Your Arsenal e Vauxhall and I l'album riceve ottime recensioni e il primo singolo, Irish Blood, English Heart, esce il 10 maggio raggiungendo il numero tre delle classifiche britanniche, il miglior successo discografico ottenuto da Morrissey nella sua carriera. Anche il successivo singolo, First of the Gang to Die raggiunge il numero sei della chart durante la prima settimana di vendite. You Are the Quarry venderà oltre un milione di copie, ed è in assoluto il più grande successo di Morrissey.
Il 4 aprile del 2006 pubblica il suo ottavo album in studio, Ringleader of the Tormentors, che debutta al numero uno nelle classifiche britanniche.
La copertina del CD allude al logo della Deutsche Grammophon e ritrae Morrissey vestito da violinista.
Il disco viene registrato a Roma ed è prodotto da Tony Visconti. Vengono estratti tre singoli di cui il primo You Have Killed Me raggiunge la terza posizione nelle chart UK eguagliando il record di Irish blood English heart del disco precedente.
Il successivo tour internazionale del 2006 vede l'esecuzione di oltre ventiquattro concerti nel Regno Unito ed è culminato con tre date, in tre domeniche consecutive, al London Palladium. Poco prima dell'uscita dell'album, Morrissey è stato fotografato a Roma da Bryan Adams per la copertina del periodico Zoo Magazine.
Nei primi mesi del 2007 Morrissey lascia la Sanctuary Records e intraprende un lungo tour (dal 1º febbraio 2007 al 29 luglio 2008) di 106 concerti, oltre a undici date cancellate - di cui sei consecutive alla Roundhouse di Londra a causa di problemi alla gola. Nel dicembre 2007 firma un nuovo contratto con la Decca Records e pubblica il live Live at Earls Court preceduto dal singolo Redondo Beach. L'album raggiunge il numero 18 nelle classifiche britanniche.
Il 9 gennaio 2007 la BBC conferma di essere in trattativa con Morrissey per la composizione di un brano per il concorso musicale Eurovision Song Contest. Secondo un portavoce della BBC, nel caso del raggiungimento dell'accordo, Morrissey avrebbe scritto il brano per un altro artista, anziché presentarlo egli stesso.
Il 23 febbraio 2007 la BBC dichiara che Morrissey non avrebbe partecipato al festival.

### 2009–2012: i lunghi tour
Nel febbraio 2009, a seguito di voci sempre più insistenti su una imminente riunione degli Smiths, Morrissey si vede nuovamente costretto a negare l'eventualità.
In un'intervista a BBC Radio 2 dichiara che "la gente mi chiede sempre di reunion, e non riesco a immaginare il perché. Il passato sembra un luogo lontano, e ne sono contento."
Dopo aver iniziato a registrare con Tony Visconti, Morrissey preferisce tornare in studio con Jerry Finn - il produttore di You Are the Quarry - per lavorare al nuovo album.
Years of Refusal viene pubblicato in tutto il mondo il 16 febbraio 2009, e raggiunge il terzo posto delle classifiche britanniche e l'undicesimo nella classifica Billboard 200 negli Stati Uniti. I'm Throwing My Arms Around Paris e Something Is Squeezing My Skull sono i singoli estratti dal disco e per tutto il 2009 Morrissey è in tour per promuovere l'album negli Stati Uniti, in Irlanda, Scozia, Inghilterra e, per la prima volta nella sua carriera, in Russia.
Nell'aprile del 2009 vengono pubblicate nel Regno Unito e negli Stati Uniti le edizioni rimasterizzate di Southpaw Grammar e di Maladjusted, seguite dalla raccolta di b-sides Swords.
A Swindon, nella seconda data del successivo tour inglese, Morrissey cade a terra per difficoltà respiratorie al termine della canzone di apertura del suo set, This Charming Man, e viene poi dimesso dall'ospedale il giorno successivo.
L'8 novembre, poco dopo l'inizio dell'esibizione allEcho Arena di Liverpool, il cantante viene colpito alla testa da una bottiglia di plastica lanciata dal pubblico. Il concerto viene quindi interrotto dopo solo cinque minuti e non verrà più ripreso.
Nell'ottobre del 2010, a venti anni dalla sua uscita, viene ristampata la raccolta Bona Drag con l'aggiunta di sei tracce inedite.
Nel febbraio 2011 la EMI annuncia una nuova raccolta del cantante, The Very Best of Morrissey, che viene pubblicata nell'aprile dello stesso anno. Nel comunicato stampa è riportato che sia la tracklist che l'artwork della copertina sarebbero stati scelti da Morrissey e che il singolo promozionale Glamorous Glue sarebbe stato ristampato e pubblicato nella stessa settimana, con l'aggiunta di due canzoni inedite.
Il 20 aprile Morrissey, nel corso di un'intervista radiofonica per BBC Radio 4, dichiara di aver completato la sua autobiografia di 660 pagine, e l'intenzione di proporla per la pubblicazione.
Il 14 giugno, durante lo show radiofonico di Janice Lunga su BBC Radio 2, vengono presentati in anteprima tre nuovi pezzi di Morrissey, Action Is My Middle Name, The Kid's a Looker e People Are the Same Everywhere.
Tra giugno e agosto del 2011 Morrissey è in tour nel Regno Unito e nel resto d'Europa, suonando in festival tra cui Glastonbury, Hop Farm, Hultsfred in Svezia e Lokerse Feesten in Belgio. La tournée prosegue in Messico e negli Stati Uniti, dove il cantante si esibisce per venti date dal 14 novembre al 18 dicembre.
Il 21 dicembre 2011, in un messaggio pubblicato sul sito True-to-you.net, il cantante dichiara di essere titubante per l'uscita di un nuovo lavoro, vista la difficoltà riscontrata nel trovare un'etichetta discografica: "Non mi aspetto di vivere abbastanza a lungo per trovare un'offerta da un'etichetta. Questo argomento non suonerebbe poi così banale se non l'avessi già citato 47 volte. Prometto di non parlarne più."
Il 2 aprile 2012 la EMI, attraverso la consociata "Liberty", pubblica nel Regno Unito un'edizione speciale (in CD, LP in vinile e download digitale, con un'introduzione scritta da Chrissie Hynde e con foto inedite) dell'album di debutto da solista, Viva Hate, uscito nel 1988.
Oltre alla rimasterizzazione delle tracce originali a cura del produttore Stephen Street, la tracklist dell'album presenta anche il brano Treat Me Like a Human Being, outtake tratto dalle sessioni di registrazione dell'ottobre 1987 e finora pubblicato solo come lato B del singolo Glamorous Glue nell'aprile 2011.
La canzone, che inizialmente doveva far parte dell'album originale, fu poi estromessa per far posto a materiale giudicato più interessante. Il titolo è ispirato a una delle canzoni preferite dal cantante (Human Being dei New York Dolls), già reinterpretata in una riuscita cover.
Dopo l'uscita dell'album, il 21 aprile, la EMI ha pubblicato un'edizione limitata (10" picture disc) del singolo di debutto Suedehead in una versione remixata dal duo Ron e Russell Mael.
Il singolo è completato da due inediti dal vivo: We'll Let You Know e Now My Heart Is Full, entrambi registrati al Royal Theatre di Londra nel febbraio del 1995.
Per quasi tutto il 2012 Morrissey è impegnato in un lungo tour che, iniziato in Cile, continua in Argentina, Brasile, Perù, Colombia, Giappone, Corea, Singapore, Indonesia, Filippine e Stati Uniti.
(True-to-you del 2 giugno 2012)
Il tour del 2012 ha toccato anche l'Italia con cinque concerti, a Roma il 7 luglio (Auditorium Parco della Musica), a Genova l'8 luglio (Arena Del Mare Goa Boa), a Milano il 10 luglio (Teatro degli Arcimboldi), a Firenze l'11 luglio (Nuovo Teatro Dell'Opera) e infine a Grado il 13 luglio.
Nella scaletta delle date italiane, oltre a diversi brani degli Smiths (Still Ill, How Soon Is Now?, Meat Is Murder, I Know It's Over, Last Night I Dreamt That Somebody Loved Me, Shoplifters Of The World Unite) e alla cover di To Give (The Reason I Live) di Frankie Valli, erano presenti anche gli inediti People Are The Same Everywhere, Action Is My Middle Name e Scandinavia.
A inizio di giugno del 2012, durante il tour americano, dopo un concerto a Stockton, in California, il batterista Matt Walker decide in maniera improvvisa di lasciare il gruppo che accompagna Morrissey durante i concerti e che, dall'ottobre del 2009, comprende Jesse Tobias alla chitarra, Solomon Walker al basso, Gustavo Manzur alle tastiere e alla tromba e il fedelissimo Boz Boorer alla chitarra e al clarinetto. Al posto di Walker, dietro i tamburi, viene ingaggiato Anthony Burulcich, batterista dei The Bravery. A confermare l'avvenuta dipartita di Walker è lo stesso Morrissey con una lettera ai fan pubblicata sul sito True-to-you.net.
(True-to-you del 2 giugno 2012)

### 2013–2014: l'autobiografia e il ritorno discografico
Alla fine di gennaio del 2013, mentre è a Detroit per una data del lungo tour americano, Morrissey subisce un ricovero presso il William Beaumont Hospital di Royal Oak, nel Michigan. Il cantante è quindi costretto a rinviare alcune date per potersi curare quella che sembra essere un'infezione alla vescica.
L'8 aprile del 2013 la EMI pubblica in versione rimasterizzata il secondo album solista del cantante, Kill Uncle uscito nel 1991. La nuova tracklist comprende i brani Pashernate Love, East West (cover degli Herman's Hermits già edita come b-side del 12" Ouija Board, Ouija Board) e una nuova versione di There's A Place In Hell For Me And My Friends, registrata live in studio. Contemporaneamente, lo stesso giorno, viene pubblicata una ristampa del singolo The Last of the Famous International Playboys, con l'aggiunta di tre b-side provenienti da recenti sessioni radiofoniche, durante lo show di Janice Lunga, a BBC Radio 2: Action Is My Middle Name, People Are The Same Everywhere e The Kid's A Looker.
Per celebrare i venticinque anni di carriera solista, il 29 agosto 2013, è stato distribuito nelle sale cinematografiche Morrissey 25: Live, un film-concerto registrato il 2 marzo dello stesso anno presso la Hollywood High School di Los Angeles davanti a 1800 spettatori. Dal film sarà ricavato anche un DVD, pubblicato da Eagle Pictures il prossimo 21 ottobre, il primo ufficiale a nove anni dall'ultimo Who Put the M in Manchester?.
Il 17 ottobre è stata pubblicata, in Europa (ed il 3 dicembre in America), nella collana dei classici della casa editrice Penguin, l'autobiografia di Morrissey intitolata semplicemente Autobiography. Già nei giorni seguenti alla sua uscita, il libro è entrato nella classifica britannica delle vendite al numero uno, rimanendo nella stessa posizione per diverse settimane.
La stessa immagine riprodotta sulla copertina dell'autobiografia del cantante, è stata successivamente utilizzata, il 21 novembre, dalla PETA (People for the Ethical Treatment of Animals), l'associazione inglese che difende in tutto il mondo i diritti degli animali, in una delle stampe della collezione di francobolli lanciata dalla medesima organizzazione, che ritrae volti di celebrità, attuali e del passato, dalla dichiarata anima vegetariana e animalista. Sempre nel mese di novembre, il batterista Matt Walker, annuncia il suo ritorno nella band di Morrissey.
Il 2 dicembre 2013, la Parlophone pubblica, in versione download digitale, il brano Satellite of Love, cover dell'omonima canzone scritta da Lou Reed. Registrata da Morrissey dal vivo, durante il concerto al Chelsea Ballroom Cosmopolitan di Las Vegas, il 25 novembre 2011, il brano viene successivamente reso disponibile, il 28 gennaio 2014, anche in vinile 12" e 7", assieme ad altre tracce: You're Gonna Need Someone on Your Side e le versioni live di All You Need Is Me, Mama Lay Softly on the Riverbed, Vicar in a Tutu e You Say You Don't Love Me (cover dei Buzzcocks), tutte registrate nel corso di un concerto tenutosi ad Hyde Park, il 4 luglio del 2008.
L'11 dicembre, Morrissey, insieme ad altri artisti, si esibisce in occasione dell'annuale concerto per la cerimonia di consegna del Premio Nobel della Pace, ad Oslo, eseguendo tre brani del suo repertorio: People Are The Same Everywhere, Irish Blood, English Heart e Satellite Of Love, in omaggio a Lou Reed, da poco scomparso.
Il 15 luglio 2014 viene pubblicato World Peace Is None of Your Business, il decimo album in studio di Morrissey, il primo ad uscire per la Harvest Records, una sussidiaria della Capitol.
Registrato nei Fabrique Studios di Saint-Rémy-de-Provence, in Francia, il disco è stato prodotto da Joe Chiccarelli e vede la collaborazione dei musicisti che solitamente formano la sua backing-band dal vivo: Boz Boorer (chitarra), Jesse Tobias (chitarra), Solomon Walker (basso), Matthew Walker (batteria) e l'ultimo arrivato in ordine di tempo, Gustavo Manzur, un multi-strumentista che ha rimpiazzato l'uscita dello storico tastierista Alain Whyte.
L'uscita dell'album, distribuito sia in versione digitale che in cd e vinile, classica (con 12 tracce) e deluxe (con l'aggiunta di altri 6 brani: Scandinavia, One of Our Own, Drag the River, Forgive Someone, Julie in the Weeds, Art-Hounds), è stata preceduta dalla pubblicazione, in versione download digitale, di quattro singoli estratti dal disco: l'omonimo World Peace Is None of Your Business, uscito il 13 maggio, Istanbul, pubblicato il 20 maggio, ed infine Earth Is the Loneliest Planet e The Bullfighter Dies, usciti rispettivamente il 3 ed il 17 giugno successivi. Ogni singolo è accompagnato dalla pubblicazione, sul canale ufficiale YouTube dell'artista, di altrettanti videoclip in cui Morrissey interpreta il testo degli stessi brani in versione spoken-words. Diretti da Natalie Johns e registrati negli studi della Capitol di Los Angeles, i video vedono la partecipazione in forma di cameo di Nancy Sinatra e Pamela Anderson. Il 7 luglio 2014, è pubblicata anche la versione in vinile dei quattro singoli estratti dall'album, raccolti in un EP e distribuiti dalla Record Store Day.
Il 9 agosto, appena tre settimane dopo la pubblicazione dell'album World Peace Is None of Your Business, con un messaggio redatto sulla sua webzine di riferimento True To You, Morrissey rende noto di aver concluso il suo rapporto di collaborazione con l'etichetta Harvest Records, per volere stesso del proprietario della label, Steve Barnett.
(True-to-you del 16 agosto 2014)
Nei giorni successivi all'uscita del disco, Morrissey si esprime in senso critico nei confronti della Harvest, accusando l'etichetta di non aver voluto finanziare la lavorazione di un video promozionale per il suo brano World Peace Is None of Your Business.

Nel mese di ottobre del 2014, attraverso un'intervista alla rivista spagnola El Mundo, il cantante rivela di essere malato di cancro e di essersi sottoposto, nell'ultimo anno e mezzo e nel più assoluto riserbo, a una serie di terapie ed operazioni, affermando anche di essere stato operato quattro volte per l'asportazione di tessuti neoplastici: 
(El Mundo 7 ottobre 2014)
Il 4 novembre 2014 l'autobiografia di Morrissey in edizione tascabile è pubblicata negli Stati Uniti da Penguin Classics.

### 2015–2019: due nuovi album:Low in High SchooleCalifornia Son
Il 26 marzo del 2015 esce Kiss Me a Lot, quinto singolo tratto dall'album World Peace Is None of Your Business che viene pubblicato, in versione download digitale, dalla Atom Factory.
Nel mese di agosto del 2015, Morrissey declina l'invito ad accettare il Gold Medal Award da parte del Trinity College di Dublino per il suo contributo alla musica. "La mia reazione iniziale è stata quella di sentirmi indegno... il mio contributo alla musica è tale che nessuna casa discografica del pianeta ha il coraggio o l'immaginazione di offrirmi un contratto!"

Il 24 settembre 2015 esce List of the Lost, opera che segna il debutto di Morrissey nelle vesti di romanziere. Pubblicato dalla casa editrice inglese Penguin Books sotto forma di edizione tascabile, il romanzo viene reso disponibile nel Regno Unito, in Irlanda, in Australia, in Nuova Zelanda e in Sudafrica. Morrissey dà notizia, per la prima volta del suo primo romanzo, all'inizio del 2014, rivelando, ancora una volta, tutta la sua disillusione dei confronti dell'industria discografica:
(Rockol del 26 Agosto 2015)
Nell'ambito del suo tour mondiale, Morrissey torna a esibirsi in Italia per due date in cui si registra il tutto esaurito: il 7 ottobre 2015 al Teatro Augusteo di Napoli, il giorno seguente al Carisport di Cesena.
Morrissey ha concesso l’utilizzo di alcuni brani degli Smiths per il film Shoplifters of the World, il cui titolo stesso riprende l'omonima canzone della band mancuniana. Scritta e diretta da Stephen Kijak, la pellicola è ispirata ad un avvenimento realmente accaduto alla fine anni ottanta, quando un fan della band, armato di fucile, pianificò di costringere i conduttori di una radio americana di Denver a suonare per un’intera giornata brani degli Smiths, facendosi però arrestare prima di entrare negli studi dell'emittente stessa. Il film vedrà la partecipazione dell’attore Joe Manganiello, nei panni di uno dei dj della radio.
Il 2 luglio del 2017, al Festival Internazionale del Cinema di Edimburgo, è stato presentato England Is Mine, il film biografico sulla vita e la carriera musicale di Morrissey con la sua band, The Smiths. La pellicola, ufficialmente non autorizzata dal musicista britannico, è diretta da Mark Gill e prodotta da Baldwin Li e Orian Williams e vede l’attore Jack Lowden nel ruolo di Morrissey e Jessica Brown Findlay nella parte di Linder Sterling, intima amica del cantante. Il biopic, che inizialmente avrebbe dovuto intitolarsi Steven, ripercorre gli anni giovanili di Morrissey, partendo dalla sua infanzia e attraverso la sua adolescenza nella Manchester degli anni ottanta.
Durante una sua breve vacanza in Italia, la sera del 4 luglio del 2017, a causa d'un violento alterco con un poliziotto romano, Morrissey avrebbe annullato tutte le sette date che aveva in programmazione nel Paese per il mese di settembre. Con un post riportato sulla pagina Facebook del nipote del cantante, il fotografo Sam Esty Rayner, e ripreso poi dall'edizione statunitense della rivista Rolling Stone, l'ex Smiths avrebbe infatti accusato l'agente di averlo aggredito e “terrorizzato” per ben 35 minuti nei pressi di via del Corso, urlando e “impugnando la pistola per tutta la durata della discussione”. Nel post viene riportata anche una breve dichiarazione di Morrissey: "Questo è stato un atto di puro terrore. L’agente non si è voluto identificare, ma guidava una moto della Polizia targata G2458. Non ho infranto nessuna legge e non facevo niente di sospetto: ha aperto la custodia della pistola e mi ha urlato in faccia. Penso che mi abbia riconosciuto, forse voleva spaventarmi, o uccidermi. State attenti". Secondo la versione della Questura romana, invece, il cantante, a bordo di una Cinquecento guidata dal nipote stesso, sarebbe arrivato a folle velocità e per di più contromano su una via del Corso affollata di turisti e, proprio per questo, bloccato da una pattuglia in moto della polizia di Stato in servizio antiterrorismo.
A fine estate 2017, Morrissey ha annunciato l'uscita dell'undicesimo album in studio, dal titolo Low in High School, che sarà pubblicato il 17 novembre dello stesso anno.
Il 19 settembre 2017, tramite il primo post sul nuovo account twitter, Morrissey ha comunicato l'uscita del suo nuovo singolo, dal titolo Spent the Day in Bed. Il brano, pubblicato in formato download digitale, è anche il primo singolo estratto dal nuovo album dell'artista, Low in High School. Contemporaneamente ha anche annunciato un tour americano di presentazione del disco con date a New York, Washington, Filadelfia, Chicago, Denver, Salt Lake City, Phoenix, Detroit, San Francisco, Seattle, Boston, Saint Louis, Paso Robles e Portland.
Il 24 ottobre 2018 viene pubblicato I Wish You Lonely, secondo singolo tratto dal suo nuovo album, Low in High School.
L'undicesimo lavoro solista dell'ex-Smiths, dal titolo Low in High School, viene pubblicato il 17 novembre dalla BMG, in collaborazione con la Etienne Records, la nuova etichetta di proprietà dello stesso Morrissey. L'album, prodotto da Joe Chiccarelli, registrato negli studi La Fabrique di Saint-Rémy-de-Provence e in quelli del Forum Music Village di Roma (di proprietà di Ennio Morricone), esce in versione CD, vinile colorato, cassetta (in edizione limitata) e formato download digitale.
Il 5 dicembre 2018, con un annuncio pubblicato sul suo blog ufficiale, Morrissey ha rivelato il titolo e la track list del suo dodicesimo album in studio, California Son. Prodotto da Joe Chiccarelli, il disco sarà pubblicato dall’etichetta BMG e conterrà esclusivamente cover di artisti quali Bob Dylan, Joni Mitchell, Roy Orbison, Laura Nyro, Carly Simon, Phil Ochs, Dionne Warwick e altri ancora. L’album è uscito il 24 maggio 2019.

### 2020–presente: L'albumI Am Not a Dog on a Chain, la COVID-19 e le mancate pubblicazioni
Nel gennaio 2020, Morrissey ha annunciato l'uscita, per il seguente 20 marzo, di un nuovo album contenente 11 tracce, dal titolo I Am Not a Dog on a Chain. Il primo singolo estratto dal disco, Bobby, Don't You Think They Know?, realizzato in duetto con Thelma Houston, è stato pubblicato in versione streaming. Nei primi mesi del 2020, Morrissey ha intrapreso un breve tour per promuovere il nuovo album, poi interrotto a causa della pandemia di COVID-19. Il cantante ha comunque tenuto il tour in Inghilterra, dovendo cancellare alcune date all'estero, non accettando i rinvii e le cancellazioni dei suoi concerti. L'anno successivo Morrissey ha paragonato il confinamento della COVID-19 alla "schiavitù".
Nel novembre 2020 è scaduto l'accordo di Morrissey con l'etichetta BMG, non venendo rinnovato.
Dopo l'abbandono dell'etichetta BMG, Morrissey ha lavorato alla registrazione del suo quattordicesimo album in studio, intitolato Bonfire of Teenagers. Il cantante, nel maggio 2021 ha dichiarato che stava cercando un'etichetta discografica mettendo all'asta l'album al miglior offerente. Il nuovo album, che farà seguito al disco del 2020 I Am Not a Dog on a Chain, verrà pubblicato in data da definire.
Il 25 novembre 2022 Morrissey ha pubblicato il singolo Rebels Without Applause, brano che avrebbe dovuto anticipare l'uscita dell'album Bonfire of Teenagers. A dicembre ha annunciato che il suo nuovo album non sarebbe stato pubblicato su Capitol Records. Successivamente, la cantante Miley Cyrus ha chiesto la rimozione della sua parte vocale dal brano I Am Veronica, una delle tracce del disco.
L'8 dicembre il cantante ha dichiarato che, parallelamente all'album Bonfire of Teenagers, tra gennaio e febbraio 2023, avrebbe inciso un nuovo album dal titolo Without Music the World Dies. Nel febbraio del 2023, ha confermato che la Capitol Records, pur mantenendo il controllo dell'album, non avrebbe pubblicato Bonfire of Teenagers. Morrissey ha poi accennato ad un possibile "sabotaggio" da parte della Capitol, rispetto al disco. Il 20 febbraio ha annunciato che l'album era stato completato e ha svelato la sua scaletta, prima di offrire l'album a eventuali etichette discografiche o investitori privati che sarebbero stati disposti a distribuirlo. Successivamente Morrissey ha rivelato di essersi “volontariamente ritirato da qualsiasi associazione con la Capitol Records“, confermando la fine del suo rapporto professionale con l'etichetta.
Nell'estate del 2023, dopo la morte della cantante irlandese Sinéad O'Connor, Morrissey ha criticato duramente l'industria musicale che, secondo il cantante, non avrebbe sostenuto l'artista quando era in vita.
(Rockol del 28 luglio 2023)
Nel 2024, il duetto di Morrissey con Siouxsie Sioux, dal titolo Interlude (cover di un brano di Georges Delerue e Hal Shaper), originariamente pubblicato nell'agosto del 1994, sarà ripubblicato su vinile dorato 12 pollici per il Record Store Day del 20 aprile 2024.
Ad aprile del 2024, il cantante ha annunciato di aver riacquistato dalla Capitol i diritti sia dell'inedito Bonfire of Teenagers che dell'album del 2014 World Peace Is None of Your Business.

## Stile musicale
(Mark Simpson - Saint Morrissey, 2004)
La musica di Morrissey è caratterizzata, soprattutto, da un grande utilizzo di autoironia e di umorismo nero nei testi, veicolati in melodie spiccatamente pop. Molti dei suoi testi, descritti come "vignette drammatiche, cupe e divertenti su relazioni fallimentari, nightclub solitari, il peso del passato e la prigione domestica", evitano spesso di menzionare il genere del narratore e quindi forniscono agli ascoltatori, sia uomini che donne, molteplici punti di identificazione. Molti dei suoi brani esprimono disprezzo per molti elementi della società britannica, tra cui il governo, la chiesa, il sistema educativo, la famiglia reale, il consumo di carne, il denaro, le discoteche, la fama e le relazioni interpersonali.
La sua voce, nota per il suo insolito stile baritonale e per l'uso del falsetto, è riconosciuta come dotata di una qualità particolarmente distintiva. In questo, Morrissey, è stato fortemente influenzato dalle cantanti Cilla Black e Viv Nicholson, che ebbero successo nel Regno Unito negli anni '60. Nel novembre del 2008, la rivista Rolling Stone, lo ha inserito al 92º posto nella classifica dei 100 più grandi cantanti di tutti i tempi, osservando come il "rifiuto delle convenzioni nel suo stile vocale e nei testi ha ridefinito il suono del rock britannico nell'ultimo quarto di secolo". Secondo lo scrittore Julian Stringer, quando si esibisce sul palco, Morrissey, esibisce "un potere che raramente si vede in qualsiasi altro artista della sua generazione. Trasuda carisma, offrendo quella peculiare combinazione di goffa vulnerabilità e atletismo".
Morrissey viene spesso definito un artista influente, con riferimento sia alla sua carriera da solista che a quella con gli Smiths. Il biografo David Bret lo ha descritto come un artista divisivo tra coloro che lo amano e coloro che lo detestano, con poco spazio al compromesso tra le due parti. La BBC lo ha definito "una delle figure più influenti nella storia del pop britannico" ed è, al tempo stesso, considerato un importante innovatore nella scena musicale indie e "ispirando ogni band degna di nota nell'era Britpop, dai Suede, ai Blur, agli Oasis, fino ai Pulp".

## Vita privata
Nel corso della sua carriera Morrissey ha mantenuto una grande riservatezza riguardo la sua vita privata. Residente da molto tempo a Los Angeles negli Stati Uniti, possiede case in Italia, Svizzera e Regno Unito. Il consiglio comunale di Los Angeles ha dichiarato, in occasione di due suoi concerti in città, il 10 novembre 2017 Morrissey Day.
Dal punto di vista della fede, sebbene sia cresciuto in un ambiente religioso, ha spesso criticato la Chiesa cattolica. Si è descritto come un "cattolico decisamente decaduto", ma ha rivelato di credere nell'aldilà. Nel 2013 ha scoperto di essere imparentato con l'ex calciatore irlandese Robbie Keane, visto che il nonno del calciatore e il padre di Morrissey sono cugini. Ha rivelato di soffrire di una depressione clinica, diagnosticata già in giovane età. Ha iniziato a prendere antidepressivi quando aveva 17 anni e da allora ha fatto terapia a intermittenza.

## Controversie

### L'industria discografica
Artista che gode fama di non essere interessato né ai compromessi né ai principi di marketing seguiti dall'industria discografica, Morrissey ha a lungo subito le conseguenze dell'aver operato come outsider nei confronti dell'industria discografica e, tra il 1999 e il 2003, non è riuscito ad esempio a trovare alcun contratto discografico che soddisfacesse le sue richieste o che comunque volesse pubblicare i suoi lavori.
(The Guardian del 28 giugno 2011)
Il cantante è stato, nel corso della sua carriera, duramente critico anche nei confronti di alcuni colleghi come Madonna, David Bowie, George Michael e Robert Smith (cantante del gruppo The Cure) che ha poi risposto alle critiche dichiarando: "Se Morrissey è vegetariano, allora io mangio carne solo perché odio Morrissey."
Nel 1994 Morrissey è stato attaccato da Nicky Wire, bassista e paroliere dei Manic Street Preachers che, rispondendo a un suo commento sul diritto alla libertà di parola per il British National Party, si è riferito a Morrissey come a un "vecchio triste e inacidito che farebbe qualsiasi cosa per ottenere attenzione dalla stampa e a cui semplicemente piace irritare le persone." Richey James Edwards, co-paroliere dei Manics, ha aggiunto che Morrissey era evidentemente spaventato dalle sue stesse dichiarazioni, in quanto non era pronto a discuterle con alcuno e non era in grado di addurre argomentazioni logiche a sostegno dei suoi commenti.
Nel luglio del 2011, in un'intervista al magazine Billboard, rispondendo ad una domanda del giornalista sul mondo della musica pop odierno e, in particolare, sul personaggio di Lady Gaga, Morrissey ha dichiarato di percepire il suo stile come "niente di nuovo". "Mi piace l'idea di donne in pieno controllo" ha aggiunto "ma sono stanco di vedere cantanti che non possono pubblicare una canzone senza l'aiuto di settecentocinquanta danzatori frenetici che provano a simulare erotismo. È effettivamente fraudolento, e l'esatto contrario di erotico. Edith Piaf era alta mezzo metro, indossava sempre un modesto abito nero, cantava senza scenografie o luci, e la sua voce ruggiva al di sopra del vento, con un incredibile potere di comunicazione. Vorrei che McDonna [Madonna] ci provasse".

### La politica
(True-to-you del 4 gennaio 2006)
Anche se in questa intervista Morrissey non considera sé stesso un politico, nel senso stretto del termine, non si può non riconoscergli un'ampia visione del mondo che va ben al di là dei propri testi e della propria musica. Il suo punto di vista mai neutro riflette una schiettezza di fondo nel colpire, nel corso degli anni, bersagli ben mirati, nelle sue frequenti esternazioni e interviste. Bersagli ricorrenti quali, tra gli altri, la Famiglia Reale Britannica, l'ex primo ministro britannico Margaret Thatcher, i due principali partiti politici del Regno Unito (Partito Laburista e il Partito Conservatore) e l'ex-Presidente degli Stati Uniti d'America, George W. Bush.
In un'intervista del 1984, parlando dell'allora primo ministro inglese Margaret Thatcher, dichiarava: "È una sola persona, e può essere distrutta. Questa è l'unica soluzione per il nostro paese, adesso." Viva Hate, il suo primo album solista, conteneva un brano intitolato proprio Margaret on the Guillotine (Margaret sulla ghigliottina). In risposta a tutto ciò, la polizia britannica, perquisì la casa del cantante e aprì un'indagine a suo carico. Sembra tuttavia che gli agenti di polizia incaricati di compiere la perquisizione fossero imbarazzati dall'assurdità della situazione e che alcuni di loro abbiano addirittura chiesto l'autografo al cantante. L'8 aprile 2013, a seguito della morte della Thatcher, con una lettera aperta pubblicata dal sito web di informazione The Daily Beast, Morrissey ha nuovamente ribadito la sua posizione nei confronti dell'ex primo ministro britannico:
(The Daily Beast 8 aprile 2013)
Stesso disprezzo è rivolto alla Famiglia reale britannica, rispetto alla quale le pungenti invettive di Morrissey risalgono già ai tempi degli Smiths, infilate nei versi di diverse canzoni, a partire da The Queen Is Dead in poi. Nel 1985, intervistato dalla rivista Time Out, così descriveva il suo sentimento nei loro confronti:
(Time Out del 7 marzo 1985)
Nel 2011, in un articolo scritto dallo stesso Morrissey per la rivista Hotpress in concomitanza con la visita della regina Elisabetta in Irlanda, si può notare come, a distanza di venticinque anni, le sue opinioni in proposito non sono affatto cambiate, anzi, semmai irrigidite.
(Hotpress del 16 maggio 2011)
Altro obiettivo ricorrente delle sue critiche sono gli Stati Uniti, soprattutto negli anni dell'amministrazione del Bush. Nell'ottobre 2004, il frontman, ha rilasciato una dichiarazione in cui chiedeva agli elettori americani di votare per John Kerry.
(Uncut Magazine di agosto 1998)
Nel 2004, durante il suo concerto al Dublin Castle di Dublino, Morrissey ha annunciato la notizia della morte dell'ex presidente statunitense Ronald Reagan, dichiarando poi che avrebbe preferito che a morire fosse Bush.
Nel febbraio 2006 il cantante, che in quegl'anni risiedeva a Los Angeles, ha addirittura confessato di essere stato messo sotto indagine e interrogato dall'FBI e dai servizi segreti britannici (lo Special Branch) a causa delle sue esplicite critiche nei confronti degli Stati Uniti e del governo britannico, soprattutto dopo aver denunciato l'inutilità della guerra in Iraq e aver bollato l'allora presidente statunitense Bush come terrorista.
(Contactmusic del 23 febbraio 2006)
Il 24 giugno 2011, durante la sua performance al Festival di Glastonbury, Morrissey ha criticato il primo ministro britannico David Cameron per aver tentato di fermare il divieto sull'utilizzo di animali selvatici da parte dei circhi equestri, definendo il politico inglese uno stupido cretino.
Nel gennaio del 2013, durante un'intervista a Loaded, il cantante ha rivelato la sua personale ammirazione per Nigel Farage, leader del Partito per l'Indipendenza del Regno Unito. "I suoi punti di vista sono piuttosto logici, specialmente quando si tratta dell'Europa". Morrissey ha anche ammesso di aver pensato all'idea di poter votare proprio per lo Ukip.
Nell‘ottobre 2016, in un'intervista rilasciata al magazine australiano FasterLouder, Morrissey si è espresso sulla questione Brexit e sul risultato del referendum sulla permanenza del Regno Unito nell'Unione europea, svoltosi il 23 giugno precedente e che ha visto un risultato favorevole all'uscita britannica dall'UE stessa, il cantante ha deﬁnito il risultato “meraviglioso” aggiungendo che “ciò non è stato accettato dalla BBC o da Sky News, perché si oppongono a un pubblico che non può essere ipnotizzato dalle sciocchezze della BBC o da quelle di Sky. Ed è esattamente la stessa di Fox e CNN, nel senso che tutti dipendono dalla stupidità del pubblico al ﬁne di creare il proprio mito della realtà”.
Dopo l'attentato terroristico alla Manchester Arena, del 22 maggio 2017, Morrissey ha pubblicato un post sulla sua pagina di Facebook criticando il primo ministro britannico Theresa May, il sindaco di Londra Sadiq Khan, quello di Manchester, Andy Burnham e la regina Elisabetta II per la loro reazione all'attacco che ha colpito la sua città natale in cui sono rimaste uccise 22 persone e ferite altre 59. In particolare, il cantante, ha criticato sia la paura dei politici di far riferimento al terrorista suicida come estremista islamico e sia la stessa politica di immigrazione del governo britannico, dicendosi convinto che il Primo Ministro non avrebbe cambiato questa politica, nonostante gli attacchi. "Theresa May afferma che tali attacchi non ci piegheranno, ma lei vive in una bolla antiproiettile e evidentemente oggi non ha bisogno di identificare le giovani vittime di Manchester. I politici ci dicono che non hanno paura, ma loro non sono mai le vittime. È facile non temere quando uno è protetto dalla linea di fuoco. Le persone normali non hanno tali protezioni".
Ad ottobre del 2017, durante una session live radiofonica per promuovere il suo nuovo album, trasmessa dall'emittente BBC Radio 6, Morrissey ha espresso sostegno nei confronti di Anne-Marie Waters, una rappresentante politica dello Ukip (il partito inglese populista, nazionalista ed euroscettico) nota per le sue opinioni anti-Islam.

### Le accuse di razzismo
Morrissey è stato spesso accusato di razzismo durante gli anni ottanta e novanta, soprattutto rivolte ad alcuni versi ambigui presenti nelle canzoni Bengali in Platforms e National Front Disco, oltre che su una biografia del cantante scritta da Johnny Rogan, ove si sostiene che Morrissey, verso la fine dell'adolescenza, avrebbe dichiarato "Non odio i pakistani, ma mi dispiacciono immensamente." Un'altra canzone citata (dal NME) come possibile prova del razzismo di Morrissey è Asian Rut, del 1991, nella quale si descrive l'omicidio di un uomo asiatico da parte di bianchi, anche se, in uno dei versi incriminati, it must be wrong three against one? ("dev'essere sbagliato, tre contro uno?"), Morrissey sembra essere chiaramente dalla parte della vittima asiatica.
Altre critiche vennero mosse dopo la sua esibizione al concerto Madstock!, per la riunione dei Madness, tenutosi al Finsbury Park di Londra, nel 1992, in cui Morrissey sventola la Union Flag, durante l'esecuzione di Glamorous Glue e utilizza una scenografia con la foto di due donne skinhead, simbologia spesso associata al nazionalismo e ai gruppi dell'estrema destra britannica. Il magazine New Musical Express ha poi recensito questa performance con un lungo e dettagliato esame delle opinioni di Morrissey sulla razza, sostenendo che il cantante "si è collocato in una posizione in cui le accuse di giocare con l'immaginario fascista e di estrema destra non possono più farci ridere, né possono essere confutate con il sarcasmo".
Alcune di queste critiche risalgono anche al periodo degli Smiths. Il testo della canzone Panic, ad esempio, termina con il ritornello hang the DJ, hang the DJ, hang the DJ (impicca il dj) che, associato ad altri versi del brano (because the music that they constantly play says nothing to me about MY life "perché la musica che loro - i dj- suonano costantemente non mi dice nulla della MIA vita"), secondo il biografa Rogan fu interpretata, all'epoca, come un'antipatia nei confronti della crescente influenza del rap e R&B sulla musica pop di quel tempo. In realtà Panic era semplicemente un attacco contro BBC Radio 1 e contro le canzoni commerciali che they constantly play. La vera storia che sta dietro alla canzone, come racconta Johnny Marr tempo dopo al NME, è che Morrissey la scrisse come replica al DJ radiofonico Steve Wright che durante il suo show, subito dopo la notizia del disastro di Chernobyl data dal radiogiornale, annunciò con enfasi il nuovo singolo degli Wham!, I'm Your Man.
Nel 1994 Morrissey ha fortemente respinto le accuse di razzismo, dicendo: "Se io sono razzista il Papa è femmina. Il che non è vero. Se il National Front dovesse odiare qualcuno, quel qualcuno sarei io. Sarei il primo della lista." Secondo il cantante la rabbia di estrema destra "è semplicemente rabbia che deriva dal loro essere ignorati, in quella che si suppone sia una società democratica». I critici delle accuse di razzismo notano anche il fatto che Morrissey sia coinvolto in organizzazioni come Amnesty International e il fatto che, nel 2004, ha firmato la dichiarazione esplicitamente antifascista Unite Against Fascism.
Nel 1999 Morrissey commentò l'ascesa al potere del politico di estrema destra Jörg Haider, dicendo «Questo è triste. A volte credo che non viviamo in un mondo intelligente.»

### I diritti degli animali
(True-to-you del 20 novembre 2005)
Morrissey è vegetariano sin dall'età di undici anni e, nel corso della sua carriera, si è sempre esposto in prima persona portando avanti battaglie mediatiche contro l'uso improprio degli animali. Come accadde nel 2006, quando ha aspramente criticato i due celebri chef televisivi britannici, Jamie Oliver e Clarissa Dickson Wright, rei di promuovere il consumo di carne. Per tutta risposta, la Dickson Wright, che era già stata presa di mira da alcuni animalisti per la sua posizione sulla caccia alla volpe, ha dichiarato che "Morrissey incoraggia la gente a commettere atti di violenza, e io sono consapevole che potrebbe succedermi qualcosa." Il cantante ha anche criticato la famiglia reale britannica per il suo coinvolgimento nella caccia alla volpe. David Cameron, leader del Partito Conservatore Britannico (oltre che fan di Morrissey) ha criticato questi suoi attacchi dichiarando che il cantante dovrebbe essere indagato per istigazione alla violenza.
(Peta.com del 20 novembre 2005)
È anche un acceso sostenitore, da sempre, dei diritti degli animali ("Se tu ami gli animali, ovviamente non ha senso far qualcosa per colpirli.") e infatti, non a caso, il secondo album della sua ex band The Smiths, del 1985, si intitolava proprio Meat Is Murder (la carne è un assassinio). Per questo suo attivismo, il 10 settembre 2005, l'associazione People for the Ethical Treatment of Animals (PETA), in riconoscimento del suo appoggio, nel corso del gala per il venticinquesimo anniversario della sua fondazione, gli ha conferito il Linda McCartney Memorial Award, con la motivazione di aver "aperto gli occhi di milioni di persone sull'importanza di una vita compassionevole." Morrissey, che proprio in quei giorni era impegnato nella registrazione dell'album Ringleader of the Tormentors, non ha potuto accettare il premio di persona e ha inviato agli organizzatori un video di ringraziamento.
Nonostante ciò, in passato, Morrissey ha indossato capi di vestiario in pelle, dichiarando nel 1986 che "semplicemente non esiste alcuna alternativa sensata alle scarpe di cuoio. Trovo difficile comportarsi eticamente riguardo alla scelta delle scarpe e sembra impossibile evitare il cuoio. Si è in trappola, alla fine." Intervistato sullo stesso argomento, nel 2006, dalla rivista SPIN, ha tuttavia precisato di indossare scarpe in cuoio sintetico.
Nel gennaio 2006, il cantante ha suscitato diverse polemiche dopo aver dichiarato di comprendere certe motivazioni rispetto alle tattiche terroriste utilizzate dall'Animal Rights Militia:
(True-to-you del 20 novembre 2005)
Il 27 marzo 2006 Morrissey ha rilasciato una dichiarazione nella quale rendeva noto che non avrebbe tenuto alcun concerto in Canada, durante il suo tour mondiale, e che appoggiava il boicottaggio di tutti i prodotti canadesi per protestare contro la caccia alle foche, da lui descritta come "un barbaro e crudele macello".
Nel 2009 ha abbandonato il palco del Coachella Festival, in California, a causa dell'odore di carne cotta nell'aria, per tornare più tardi in scena per finire il suo set.
Il 4 agosto 2011, giorno della sua esibizione al Lokerse Feesten in Belgio, ha convinto gli organizzatori a rendere l'intera manifestazione vegetariana per un giorno, firmando un accordo con la condizione che, il giorno della sua esibizione, il festival sarebbe stato senza carne, vietando ogni tipo di vendita della stessa nelle varie bancarelle di prodotti alimentari poste all'interno dell'area del festival.
Nel settembre 2010 ha acceso una polemica pubblica descrivendo il popolo cinese come una "sottospecie" a causa del loro trattamento degli animali.
(The Guardian del 3 settembre 2010)
Durante un concerto a Varsavia, tenutosi il 24 luglio 2011, prima di eseguire Meat Is Murder ha espresso ancora una volta il suo risentimento verso la politica dei fast food come McDonald comparandola all'attentato del 22 luglio in Norvegia, avvenuto a Oslo solo due giorni prima.
(New Musical Express del 28 luglio 2011)
Il 28 dicembre 2011, l'organizzazione inglese per i diritti degli animali PETA ha eletto Morrissey Person of the Year 2011 "per aver contribuito a rendere il mondo un luogo più gentile per gli animali", attraverso la sua promozione dei diritti degli animali e del vegetarianesimo.

Nel 2015 ha annunciato di essere diventato vegano e nel settembre dello stesso anno si schiera contro la decisione, da parte del governo australiano, di sopprimere entro il 2020 due milioni di gatti, provvedimento teso a contenere, secondo i legislatori, la crescita esponenziale di gatti selvatici e randagi che, in Australia, starebbe creando diversi problemi ad alcune specie autoctone:
(Greenstyle.it del settembre 2015)
Nel giugno del 2016, attraverso un post pubblicato sul suo sito True to You, Morrissey ha criticato la decisione della storica band punk inglese Buzzcocks, di concedere l'utilizzo del loro brano What Do I Get (pubblicato originariamente come singolo nel 1978) nel nuovo spot della catena di fast food americana McDonald's.
In un'intervista del 2018 ha sostenuto che "i diritti degli animali devono venire prima della religione".
Nel settembre del 2024 ha inviato una lettera a Papa Francesco esortando il Santo Padre a "condannare lo spettacolo peccaminoso della corrida". Morrissey ha fatto riferimento all'editto del 1567 di Papa Pio V che proibiva la corrida sotto la minaccia della scomunica. "Hai scelto il nome di San Francesco, patrono degli animali e dell'ambiente, perché desideri che la protezione della natura sia la tua eredità, ma la tortura, il tormento e l'uccisione dei tori per sport vanno contro i suoi insegnamenti e i tuoi. - scrive Morrissey - Non potrai mai essere un protettore degli animali finché la corrida e il cattolicesimo vanno a braccetto. Se la Chiesa non condannerà questa atrocità, non saranno solo i tori a perdere lentamente sangue, ma anche la rilevanza del cattolicesimo tra i giovani". Citando un verso della sua canzone The Bullfighter Dies, in cui cantava "Vogliamo tutti che il toro sopravviva", Morrissey ha poi concluso la sua lettera con una preghiera: "Per favore, mostrate pietà e gentilezza verso questi animali e condannate la corrida".

### La sessualità
(The Observer del dicembre 1992)
La sessualità di Morrissey è da sempre oggetto di dibattito pubblico, alimentato dalle molte dichiarazioni contrastanti e mai chiarificatrici del cantante, nelle quali non ha mai esplicitamente dichiarato il suo orientamento sessuale.
(Rolling Stone del 7 giugno 1984)
Ha comunque sempre messo in chiaro che non si considera un portavoce per la popolazione gay e, nel 1984, ha dichiarato di rifiutare "di riconoscere i termini etero, bi-sessuale omo-sessuale, perché tutti hanno esattamente gli stessi bisogni sessuali. La gente è solo sessuale, il prefisso... è irrilevante."
Morrissey ha comunque sempre dichiarato, agli intervistatori che gli ponevano domande riguardanti la sua sessualità, che la questione è irrilevante per la sua musica e per l'intervista stessa. In alternativa, Morrissey ha spesso risposto con arguti doppi sensi, che si prestavano a più interpretazioni, inclusi i tentativi di analizzare il significato dei suoi testi e di certe sue canzoni ambigue. I personaggi descritti nei suoi brani, comunque, non mancano di interesse verso il sesso ed è lecito affermare che la sessualità pervade molti dei testi composti dal cantante, che spesso rappresentano una persona che desidera intimità fisica e sessuale, ma i cui tentativi di esprimere la propria sessualità sono costantemente frustrati per motivi vari.
Nella sua autobiografia, pubblicata nell'ottobre del 2013, Morrissey ha rivelato, in maniera esplicita, di aver avuto una relazione con un uomo chiamato Jake Owen Walters durata due anni. Pur senza addentrarsi in dettagli troppo intimi riguardo a questo rapporto, il cantante ha raccontato di camere d'albergo condivise e di essersi fotografato con la testa sulla pancia nuda di Jake. Nel libro, Morrissey parla anche della sua mancanza di interesse verso le ragazze in adolescenza:
(Rumore del 18 ottobre 2013)
A luglio del 2015, Morrissey ha pubblicato un post sul sito True To You in cui affermava di essere stato aggredito sessualmente da una guardia di sicurezza dell'aeroporto di San Francisco che, a suo dire, gli avrebbe palpato il pene mentre si preparava a salire a bordo di un volo per Londra. Ha affermato di aver sporto denuncia per aggressione sessuale, ma un portavoce della Transport Security Administration ha detto che, le riprese delle telecamere di sicurezza, hanno confermato che non era accaduto nulla di anomalo. Ospite nella trasmissione Larry King Now, il cantante ha esposto la sua versione dei fatti: "Ero passato attraverso lo scanner completo ed era tutto a posto, ma poi è andato dritto alle mie parti intime e ha messo il dito nella mia scollatura posteriore. Le persone con cui ero hanno detto che si trattava di aggressione e lui ha detto: 'Beh, questa è solo la tua opinione'. Sono al di sopra della legge. Ho compilato una denuncia, ma non è successo niente".

### Nei Simpson
In un episodio di aprile 2021 dei Simpson intitolato "Panic on the Streets of Springfield", Morrissey ha ispirato il personaggio parodia di Quilloughby. Doppiato da Benedict Cumberbatch, Quilloughby è ritratto come un frutto romantico dell'immaginazione di Lisa Simpson. Il suo sogno si infrange quando scopre che lui è invecchiato e si è trasformato in un frontman grigio, sovrappeso e carnivoro con idee anti-immigrati. L'episodio è stato criticato da Morrissey in quanto basato su "totale ignoranza".

## Riconoscimenti
- 2007 - Il quotidiano inglese The Daily Telegraph l'ha inserito nella classifica dei cento geni viventi[163].
- 2008 - Inserito tra i cento grandi cantanti di tutti i tempi, in una classifica stilata dalla rivista Rolling Stone[164].

## Discografia

### Album in studio
- 1988 - Viva Hate (HMV/EMI)
- 1991 - Kill Uncle (HMV/EMI)
- 1992 - Your Arsenal (HMV/EMI)
- 1994 - Vauxhall and I (Parlophone/EMI)
- 1995 - Southpaw Grammar (RCA)
- 1997 - Maladjusted (Island Records)
- 2004 - You Are the Quarry (Sanctuary/Attack Records)
- 2006 - Ringleader of the Tormentors (Sanctuary/Attack Records)
- 2009 - Years of Refusal (Decca)
- 2014 - World Peace Is None of Your Business (Harvest Records)
- 2017 - Low in High School (BMG/Etienne Records)
- 2019 - California Son (BMG)
- 2020 - I Am Not a Dog on a Chain (BMG)
- TBA - Bonfire of Teenagers
- TBA - Without Music the World Dies

### Raccolte
- 1990 - Bona Drag (HMV/EMI)
- 1995 - World of Morrissey (Parlophone/EMI)
- 1997 - Suedehead: The Best of Morrissey (EMI)
- 1998 - My Early Burglary Years (Reprise)
- 2000 - The CD Singles '88-91' (EMI)
- 2000 - The CD Singles '91-95' (EMI)
- 2001 - ¡The Best of! (Rhino Records/Reprise)
- 2008 - Greatest Hits (Decca)
- 2009 - The HMV/Parlophone Singles '88-'95 (EMI)
- 2009 - Swords (Polydor/Decca)
- 2011 - The Very Best of Morrissey (Major Minor)

## Opere letterarie
- (EN) New York Dolls, Babylon Books, 1981.
- (EN) James Dean Is Not Dead, Babylon Books, 1983.
- (EN) Exit Smiling, Babylon Books, 1998.
- (EN) Autobiography, Penguin Classics, 2013.
- (EN) List of the Lost, Penguin Books, 2015.

### Introduzione
- (EN) Jeff Turner e Gary Bushell, Cockney Reject, John Black, 2005.
- (EN) Tony Visconti, The Autobiography, Harper Collins, 2007.
- (EN) John Willians e Caron Thomas, Marc Bolan: Wilderness of the Mind, Xanadu, 1992.

## Musicisti
A partire dal 1987, anno della separazione degli Smiths, durante la sua carriera come artista solista, Morrissey ha lavorato con numerosi musicisti che hanno contribuito a supportare il cantante sia durante tour che in studio, nei periodi di lavorazione degli album. Alcuni di loro sono stati coinvolti anche a livello compositivo (delle musiche) e accreditati come tale nelle note di copertina dei vari dischi. Quello che segue è un elenco delle formazioni, per ciascuno dei suoi album da solista: